# 23rd Street station (IRT Third Avenue Line)
23rd Street fue una estación exprés de la desaparecida línea IRT Third Avenue en Manhattan, Ciudad de Nueva York. Tenía dos niveles, el nivel inferior estaba servido por trenes locales y tenía dos vías y dos andenes laterales. Primero se construyó. El nivel superior se construyó como parte de los contratos duales y tenía una vía con dos andenes laterales y daba servicio a trenes expresos. Esta estación cerró el 12 de mayo de 1955, con la terminación de todo servicio en la Tercera Avenida El sur de la Calle 149.